# Gisumo (vattendrag i Burundi, lat -3,72, long 30,39)
Gisumo är ett vattendrag i Burundi. Det ligger i den centrala delen av landet, 120 kilometer öster om huvudstaden Bujumbura.
I omgivningarna runt Gisumo växer huvudsakligen savannskog. Runt Gisumo är det ganska glesbefolkat, med 32 invånare per kvadratkilometer.